# 天书奇谭
《天书奇谭》，是1983年上海美术电影制片厂出品，王树忱和钱运达导演的动画电影，依据《平妖传》部分片段改编。全长90分钟。为中国史上第三部长片动画电影。上海美术电影制片厂的六部经典动画长片中唯一一部具有原创情节的。讲述袁公传授天书于蛋生，让蛋生造福于黎民百姓的故事。2019年，天书奇谭修复版在上海国际电影节上映。2021年11月5日，《天书奇谭》4K纪念版上映。

## 内容概要
玉帝与各路大仙都去赴宴蟠桃会，看守天书《如意宝册》的袁公趁机偷偷翻看了天书，并认为天道无私，既有天书何不理当传授于人，于是将天书的内容刻在了仙洞的石壁上，因此泄露了天机而遭到了天界的逮捕。后在太白金星的劝说下，袁公被判免除死罪，革除天职，并罚他到凡间终身看守着石壁天书。一天，袁公踏云巡山，突然天空飞过的鸟儿投下一颗不同寻常的石蛋。袁公将石蛋投入到炼丹炉中修炼。其间，袁公正好不在，三只已窥视许久的狐狸精趁机溜进了洞府，并偷吃了仙丹从而幻化为人形，不仅发现了石壁上的天书，还偷走了丹炉里的那个石蛋。袁公回洞后，发现石蛋不见了，从镜子中看到原来是三只妖狐搞的鬼。石蛋从三只妖狐手中溜走，并被寺庙里的和尚打井时给捞了上来。后来三只妖狐赶来夺走了石蛋，并将石蛋埋在了荒郊野外，几天后石蛋破土而出变成了个小男孩。后来袁公找到了蛋生，为了将天书流传于人间，他吩咐蛋生等到白云洞口香炉升起彩烟时，将带上白纸，抄下洞中石壁上的天书。袁公便开始指点蛋生天书中的奥秘，让他运用天书中的知识造福于百姓。蛋生勤于研究天书，为民除害，由于三只妖狐憎恨蛋生阻止他们作恶，便施计企图去窃取天书，并且还勾结官府，继续祸害于黎民百姓。蛋生为了保护天书几经与妖狐斗法，当天书即将被狐狸精夺走时，袁公及时赶到，并收回了天书，还将三只狐狸精镇压在云梦山下。
袁公自知难逃天庭法网，便将天书托付于蛋生，并叮嘱他急忙把天书文字永记在心里。然后袁公用一把神火将天书完全焚烧了。霎时间空中电闪雷鸣，玉帝下达圣旨，将袁公再次缉拿于天庭问罪。

## 创作团队

### 主创人员
- 编剧：包蕾、王树忱（王往）
- 导演：王树忱、钱运达
- 造型：柯明[5]
- 作曲：吴应炬
- 美术设计：秦一真、马克宣[6]、黄炜
- 动画设计：范马迪、庄敏瑾、陆青、潘积耀、徐铉德、陈光明、薛梅君、秦宝宜、王进、陈明明、姚䜣、沈加清、顾惠芳
- 摄影：王世荣、金志成
- 助理：楼英
- 绘景：李荣中、汪伊霓、张纪平、方澎年、徐庚生
- 动画：黄文平、彭戈、颜景秀、陈玉清、张明达、李国忠、杨艾华、张晓琪、仲云娣、韩秋芳、王光耀、徐祖明、陈锋
- 动画检验：许松坡
- 检验：陆美珍、陆瑞宝
- 描线：顾文琴、陆芩芬
- 上色：叶友娣、孙梅华
- 调色：吴萍萍
- 录音：陆仲伯
- 剪辑：李开基
- 拟音：张元浩
- 录音助理：虞妙英
- 制片主任：熊南清
- 制片：李庆吉
- 编辑：顾汉昌
- 演奏：中央乐团、上海交响乐团
- 指挥：韩中杰、曹鹏

### 配音演员
- 蛋生 — 丁建华
- 袁公 — 毕克
- 老妖狐 — 苏秀
- 美女妖狐 — 程晓桦
- 独脚妖狐 — 施融
- 老方丈 — 于鼎
- 小和尚 — 杨成纯
- 玉帝 — 孙渝烽
- 土地 — 胡庆汉
- 知县 — 尚华
- 村妇 — 刘广宁
- 胖厨师 — 乔榛
- 小二 — 严崇德
- 地保 — 伍经纬
- 太监 — 童自荣
- 公差 — 程玉珠
- 小皇帝 — 曹蕾

## 节目变迁
| 重温经典频道 动画剧场（原纪录剧场 五一特别放送） 週一至週日 18:30-19:00 | 重温经典频道 动画剧场（原纪录剧场 五一特别放送） 週一至週日 18:30-19:00 | 重温经典频道 动画剧场（原纪录剧场 五一特别放送） 週一至週日 18:30-19:00 |
| ----------------------------------------------------------------------- | ----------------------------------------------------------------------- | ----------------------------------------------------------------------- |
|                                                                         | 天书奇谭 （2024.5.2 - 2024.5.3）                                        |                                                                         |
| 哪吒闹海 （2024.5.1）                                                   | 大闹天宫 （2024.5.4 - 2024.5.5）                                        |                                                                         |